# Празници у СФРЈ
У Социјалистичкој Федеративној Републици Југославији постојала је уобичајена подјела на државне празнике, републичке празнике као и остале празнике тзв. значајније датуме, као и религијске празнике свих конфесија у СФРЈ.

## Државни празници
Државни (савезни) празници су били:
- 1. јануар — Нова година;
- 1. мај — Празник рада;
- 4. јул — Дан борца;
- 29. новембар — Дан Републике.

Нова година је празник који се прослављао 1. и 2. јануара. Празник рада 1. и 2. маја, а Дан Републике 29. и 30. новембра. Ако је један од празника падао у недјељу сматрао се празником и први идући радни дан.

## Републички празници
Републички празници су се славили у одређеним републикама у Југославији су били:
- 27. април — Оснивање Ослободилачког фронта (СР Словенија)
- 7. јул — Дан устанка народа Србије (СР Србија)
- 13. јул — Дан устанка народа Црне Горе (СР Црна Гора)
- 22. јул — Дан устанка народа Словеније (СР Словенија)
- 27. јул — Дан устанка народа Хрватске и Дан устанка народа Босне и Херцеговине (СР Хрватска; СР Босна и Херцеговина)
- 2. август — Илинден, национални македонски празник (СР Македонија)
- 11. октобар — Дан устанка народа Македоније (СР Македонија)
- 1. новембар — Дан мртвих (СР Словенија)
- 25. новембар — Оснивања ЗАВНОБиХ-а (СР Босна и Херцеговина)

## Значајнији датуми
Значајнији датуми који су се прослављали у Југославији су:
- 7. март — Дан рода инжињерија ЈНА;
- 8. март — Међународни дан жена;
- 23. март — Свјетски дан метеоролога;
- 1. април — Дан омладинских радних акција;
- 7. април — Међународни дан здравља;
- 15. април — Дан жељезничара;
- 8. мај — Међународни дан Црвеног крста;
- 9. мај — Дан побједе;
- 15. мај — Дан побједе у Југославији;
- 13. мај — Дан безбедности
- 21. мај — Дан Југословенског ратног ваздухопловства;
- 25. мај — Рођендан Маршала Тита — Дан младости;
- 16. јули — Дан тенкиста ЈНА
- 15. август — Дан граничара ЈНА;
- 9. септембар — Дан устанка у Истри и Словенском приморју;
- 10. септембар — Дан поморства;
- 15. септембар — Дан коњичких јединица ЈНА;
- 28. септембар — Међународни дан глухих;
- 2. октобар — Међународни дан мира;
- 7. октобар — Дан артиљерије ЈНА;
- 24. октобар — Дан Уједињених народа;
- 31. октобар — Свјетски дан штедње;
- 7. новембар — Октобарска социјалистичка револуција (1917);
- 10. новембар — Свјетски омладински дан;
- 10. децембар — Дан права човјека;
- 22. децембар — Дан Југословенске народне армије.

Поред ових празника, у Југославији, славили су се и општински и градски празници (најчешће на дан ослобођења града у Другом свјетском рату), као и празници разних друштвених и привредних организација.